# Kanzi

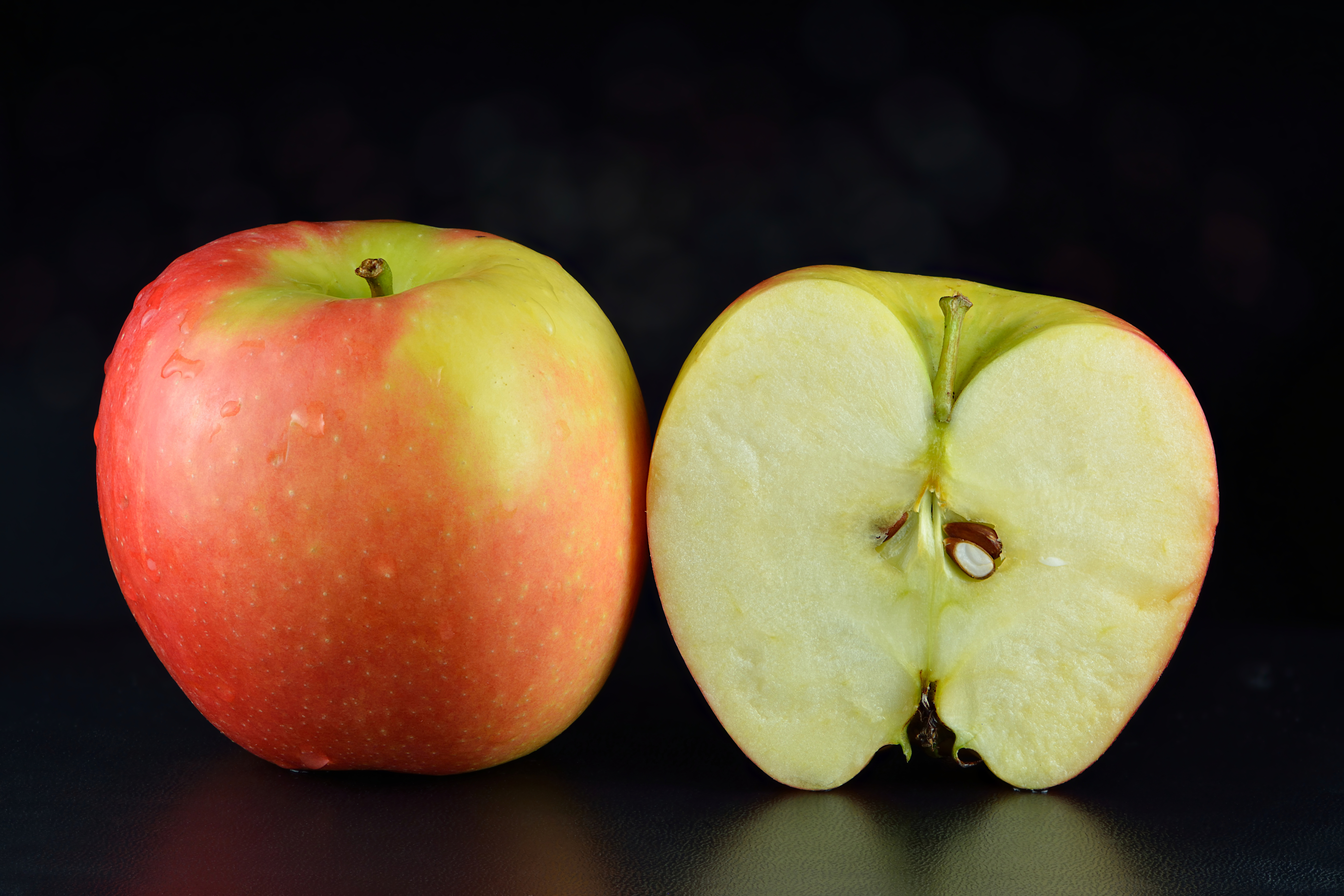

Kanzi (także: Nicoter) – nazwa handlowa odmiany uprawnej jabłoni domowej. Odmiana została otrzymana w Belgii przez Johana Nicolai w Better3Fruit poprzez skrzyżowanie odmian Gala i Braeburn. Opatentowana w 2006 roku i dostępna do produkcji i handlu jako odmiana klubowa. 

## Historia i charakterystyka
Jest uprawiana w Europie Zachodniej (Belgia i Holandia), lecz spotkana także Australii, Anglii, Niemczech, Francji, Włoszech i USA oraz sporadycznie w innych krajach. W sadach w Polsce praktycznie nie uprawiana, a w handlu rzadko dostępna. Ze względu na późne osiąganie dojrzałości zbiorczej jest mało prawdopodobne, aby w Polsce zyskała popularność w uprawie. W Belgii dojrzałość zbiorczą osiąga w końcu września. Owoce pokryte są jasnoczerwonym rumieńcem z widocznymi przetchlinkami. Miąższ charakteryzuje się białym kolorem, jest słodki i aromatyczny, a także kruchy i soczysty. Smak odmiany wywodzi się z Galii, natomiast możliwości długiego przechowywania, jędrność, właściwości transportowe, a także odporność na choroby przechowalnicze odziedziczyła po Braeburnie. 

## Handel
W 2013 w Europie rosło około 5 milionów drzew odmiany Kanzi. W tym czasie marka ta była jedną z najszybciej zyskujących udziały na rynku. W 2017 we Francji, Holandii, Belgii, Niemczech oraz Wielkiej Brytanii produkcja tych jabłek wyniosła 60 000 ton. W Niemczech była jedną z odmian preferowanych przez młodych ludzi.